# Machiya
Machiya (町屋/町家 ? ) são casas de madeira tradicionais encontrados em todo Japão e tipificados na capital histórica de Kyoto. Machiya (moradias) e Noka (habitações agrícolas) constituem as duas categorias de japonês arquitetura vernacular conhecido como Minka (habitações populares). Machiya originaram já no período Heian e continuou a desenvolver até ao período Edo e até mesmo para o período Meiji. Machiya alojados urbanas comerciantes e artesãos , uma classe chamados coletivamente de Chonin (moradores). A palavra machiya é escrito usando dois kanji : machi (町), que significa "cidade", e ya (家ou屋), que significa "casa" (家) ou "loja" (屋), dependendo do kanji usados para expressá-la.

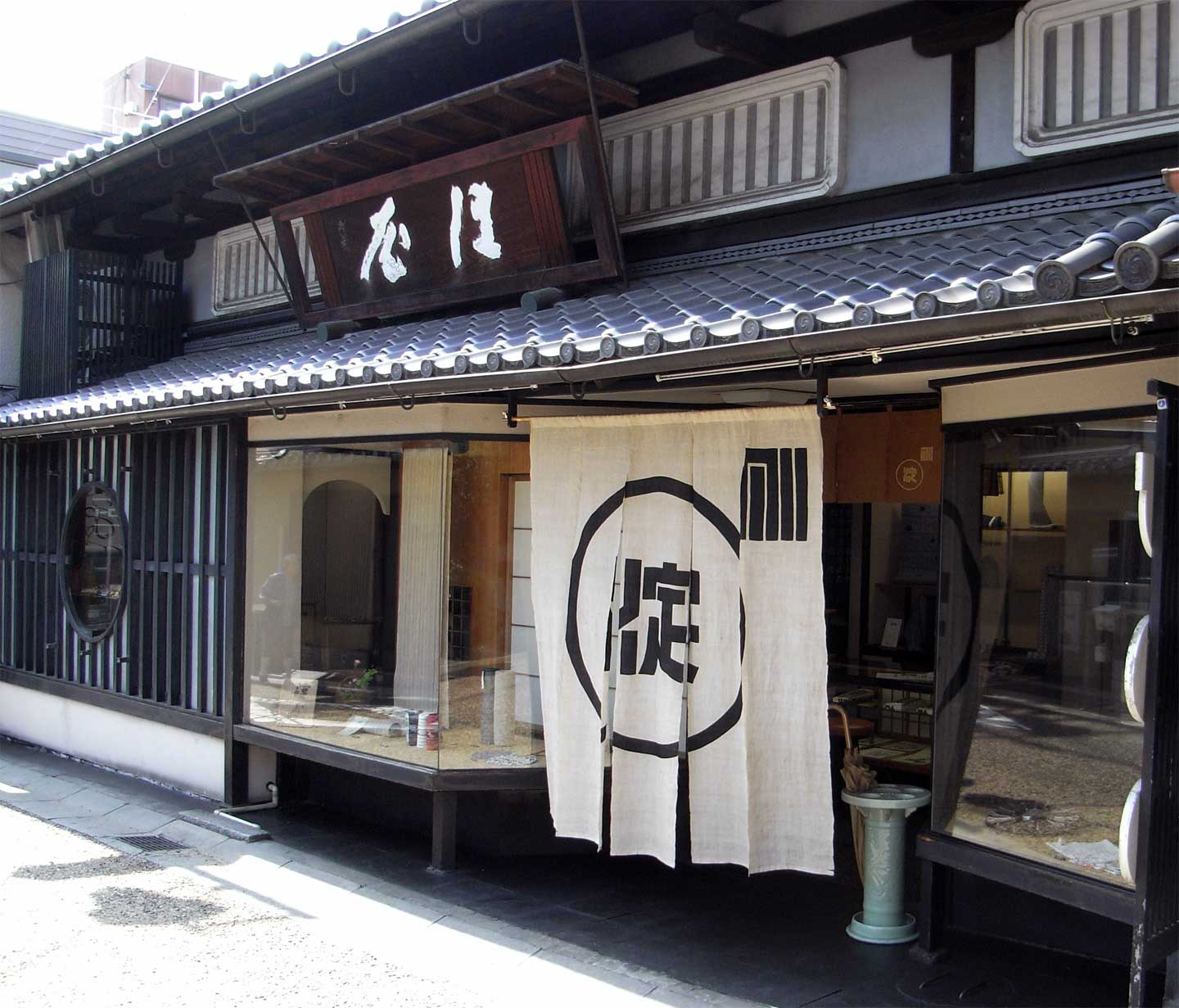
Antiga loja em Nara

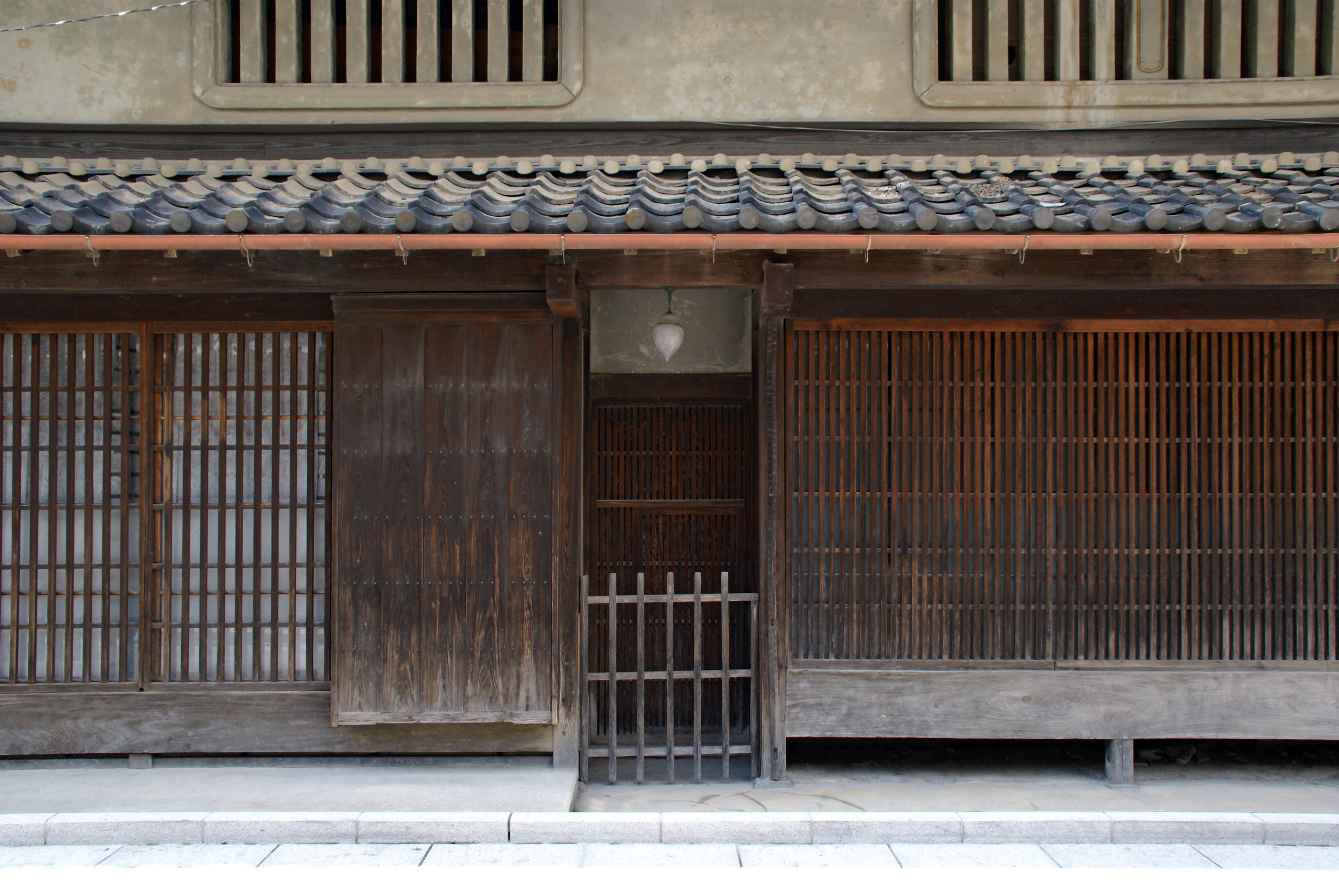
Fachada de uma loja no quarteirão histórico de Matsuyama em Uda; exemplo do design machiya